# Deparia lobatocrenata
Deparia lobatocrenata är en majbräkenväxtart som först beskrevs av Tag., och fick sitt nu gällande namn av Masahiro Kato. Deparia lobatocrenata ingår i släktet Deparia och familjen Athyriaceae. Inga underarter finns listade.